# Drágabártfalva
Drágabártfalva (Доробратово), település Ukrajnában, a Kárpátalján, a Munkácsi járásban.

## Fekvése
Munkácstól délkeletre, Beregkisalmás és Nyíresújfalu közt fekvő település.

## Története
Drágabártfalva egykor a beregi Krajnához tartozott.
1891-ben a Pallas Nagy Lexikona írta a településről:
Dorobratova, kisközség Beregvmegye felvidéki járásábanban, 1236 rutén lakossal, sósforrással. Hajdan a kiváltságolt beregi Krajnához tartozott; a XVI. században Barátfalvának nevezték
A trianoni békeszerződés előtt Bereg vármegye Munkácsi járásához tartozott.
1910-ben 1557 lakosából 25 magyar, 77 német, 1454 ruszin volt. Ebből 1463 görögkatolikus, 85 izraelita volt.